# Voor elkaar gemaakt
Voor elkaar gemaakt is een Nederlandse romantische komedie uit 2017 van Martijn Heijne. De hoofdrollen worden vertolkt door Matthijs van de Sande Bakhuyzen en Loes Haverkort. De film is een remake van de Duitse film Vaterfreuden uit 2014, die weer gebaseerd was op Murmel Clausens roman Frettsack uit 2012.

## Verhaal
Felix werd wakker en had zich verslapen. Het verjaardagsfeestje van zijn nichtje Mila was al begonnen. Hij kwam daar aan maar had nog geen cadeau gekocht en dus kwam hij met twee happy meals. Jelle (broer van Felix) werd uit zijn huis gezet, omdat hij de huur niet kon betalen en ging toen bij Felix wonen. Hij nam ook zijn fret mee. Jelle en Felix hadden allebei geen geld dus ging Felix zaad doneren aan een spermabank. Nadat hij dat had gedaan heeft de fret van Jelle de zaadleiders van Felix doorgebeten. Felix wilde zijn zaad opeisen, omdat hij zelf misschien ook kinderen wilde maar de spermabank weigerde het terug te geven. Jelle heeft toen een document gestolen om te weten te komen wie het zaad van Felix kreeg. Een televisiepresentatrice Jip zou het zaad van Felix krijgen. Maar doordat Jelle het document heeft gestolen heeft Jip zaad van iemand anders gekregen. Jelle wist dat niet en zei tegen Felix dat Jip het zaad heeft gekregen en dat ze inmiddels ook zwanger was. Felix probeerde contact te zoeken met Jip en waren vrienden geworden. De man van Jip ging vreemd en Jelle heeft daar foto's van gemaakt en aan Felix gegeven. Felix wilde Jip informeren, maar besloot het toch niet te doen en gooide de foto's in de container. Jip zag de foto's en wilde haar man niet meer zien. Felix moet op Mila passen. Felix is bevriend met de vader van Mila. Mila had Jip gebeld om te vragen of ze daarheen kon komen. Jip was gekomen en ging toen samen met Felix op Mila passen, zodat ze weet wat haar te wachten staat als ze op haar kind moest passen. Felix en Jip hadden het gezellig en kregen een relatie en hadden samen twee kinderen.

## Rolverdeling
| Acteur                          | Personage      | Opmerkingen  |
| ------------------------------- | -------------- | ------------ |
| Matthijs van de Sande Bakhuyzen | Felix Simons   |              |
| Loes Haverkort                  | Jip Hagen      |              |
| Fabian Jansen                   | Jelle Simons   | Felix' broer |
| Eva van de Wijdeven             | Petra          | Manager Jip  |
| Sanne Vogel                     | Monica         |              |
| Roeland Fernhout                | Ralph          |              |
| Birgit Schuurman                | Kara           |              |
| Ferdi Stofmeel                  | Tom            |              |
| Beau van Erven Dorens           | dr. Wijsmuller | arts         |
| Phi Nguyen                      |                | politieagent |